# Juan Manuel Cortés Aires
Juan Manuel Cortés Aires (n. Madrid) es un compositor y músico español.

## Biografía
Titulado por el Real Conservatorio Superior de Música de Madrid, ha estudiado con profesores como D. Ballesteros, J. L. Rodrigo, Leo Brower y Cristóbal Halffter, entre otros. Compositor y profesor titular de guitarra y música de cámara en el Conservatorio de la Comunidad de Madrid en S. L. de El Escorial. Es, además, profesor de nuevas tecnologías para docentes de conservatorios, institutos y escuelas de música, en el Centro de Renovación Pedagógica y Formación del Profesorado de la Comunidad de Madrid. Entre sus obras cabe destacar que numerosas obras publicadas por la editorial Real Musical de Madrid (actualmente Carish, Milán) y sus publicaciones didácticas han sido galardonadas en 1985 con el Premio Nacional del Ministerio de Cultura en la modalidad de Pedagogía. Cuenta también con un nuevo catálogo de obras editadas en la editorial Les Productions d'Oz en Canadá, entre las que se encuentran numerosas obras de cámara y su concierto para guitarra y orquesta IBER (dedicado a la memoria de François Castet), estrenado por la Orquesta Sinfónica de Lyon y la concertista Keren-Nada Bahr.
Algunas de sus obras están publicadas en Rusia y Francia, en este país colaborando con el ya desaparecido François Castet, en la obra didáctica Premières années de guitare, de la editorial Combre de París. Ha colaborado como investigador en el área de incunables de la Biblioteca Nacional y realizó la primera exposición universal dedicada a la guitarra en 1992 para la Comunidad de Madrid. Juan Manuel Cortés también ha impartido cursos de interpretación y composición por toda España y en diferentes países: Conservatoire de Givors, Moohead State University, etc. Sus obras, además, son interpretadas en numerosos países, y grabadas en CD en Chile, Canadá, Francia, Italia y Alemania. Es colaborador habitual de RTVE como compositor de bandas sonoras y música corporativa, como, por ejemplo, Al filo de lo imposible.

## Obra
Tiene un extenso catálogo de más de 600 obras.
Libro Historia de una guitarra. © 1991, Editorial Comunidad de Madrid. ISBN 84-451-0339-3
Obras originales publicadas en Canadá. Quebéc: Les Productions d’Oz
- IBER. Concierto para guitarra y orquesta. ©1999 ISBN 2-89500-111-1 y 2-89500-110-3
- Micropièces ©2000 ISBN 2-89500-186-3
- Lune pourpre. (dúo) ©1997 ISBN 2-89500-020-4
- Mulhacén. ©1997 ISBN 2-89500-016-6
- L’arbre tombée. (dúo) ©1997 ISBN 2-89500-019-0
- Deux airs espagnols. ©2007 ISBN 978-2-89500-875-0
- La danza de Selene. (Flauta y guitarra) ©1998 ISBN 2-89500-018-2
- Tríptico.(Flauta y guitarra) ©1997 ISBN 2-89500-002-6
- Nuages.(Flauta y guitarra) ©1998 ISBN 2-89500-017-4
- Paysage.(clave y guitarra) ©1998 ISBN 2-89500-023-9
- Fantaisie.(clave y guitarra) ©1997 ISBN 2-89500-021-2
- Albar.(cuarteto) ©1998 ISBN 2-89500-036-0
- Jazmin.(trío) ©1998 ISBN 2-89500-009-3
- Sérénade.(clave y guitarra) ©1998 ISBN 2-89500-022-0
- Ma guitare part en voyage. F. Castet ©1998 ISBN 2-89500-008-5 (Títeres, viento, marcha y olivos)
- The many faces of the guitar. Vol. 1 ©2007 ISBN 978-2-89500-927-6 CD de David Jacques. (Viento, el juego de los pingüinos, olivos, pluie, berceuse, vals de los títeres)
- The many faces of the guitar. Vol. 2 ©2007 ISBN 978-2-89500-928-3 CD de David Jacques. (Pluie, berceuse)
- 20 compositeurs (Echo) CD de David Jacques. ©2006 ISBN 2-89500-795-0

Berlín: Verlag Neue Musik
- Graelsia. arpa y guitarra ISBN 978-3-7333-1026-4

París: Combre 
- Alucema y Juglares. colaboración con François Castet.

Obras originales publicadas en Italia.  Milán: Carish/R.Musical 
- Homenaje a Antonio Machado. ©1983
- El Bosque de Cristal. ©1991
- 6 Estudios para guitarra. ©1985 ISBN 84-387-0154-X
- Seis miniaturas populares. ©1988 ISBN 84-387-0277-5
- Diez miniaturas populares. ©1987 ISBN 84-387-0216-3
- 3 Piezas para niños. ©1985 ISBN 84-387-0140-X
- Cuadernos Didácticos. Preparatorio. ©1985 ISBN 84-387-0151-5
- Cuadernos Didácticos. Técnica Elemental. ©1986 ISBN 84-387-0179-5
- Cuadernos Didácticos. Escalas. ©1990
- Cuadernos Didácticos. Repertorio. ©1993 ISBN 84-387-0370-4

Revisiones y transcripciones publicadas en Italia
- 28 Lecciones para principiantes D. Aguado ©1985 ISBN 84-387-0118-3
- 24 Lecciones D. Aguado ©1985 ISBN 84-387-0149-3
- Preludio, BWV 999 de J. S. Bach ©1986 ISBN 84-387-0166-3
- 25 Estudios M. Carcassi ©1988 ISBN 84-387-0273-2
- 15 Estudios F. Carulli
- Tema con variaciones Op.27 F. Carulli ©1997 ISBN 84-387-0682-7
- 10 Estudios F. Sor ©1985 ISBN 84-387-0150-7
- 25 Estudios Op.60 F. Sor ©1985
- La Mariposa Op.30 M. Giuliani ©1986 ISBN 84-387-0181-7
- Diferencias Luys de Narváez ©1992 ISBN 84-387-0339-9

### Música para audiovisuales, cine, tv y teatro
- La tierra que heredamos, serie documental de TVE conducida por Sebastián Álvaro y Eduardo Martínez de Pisón, realización de Fernando Guerra.
- De cero a ocho mil, serie documental de TVE, director Sebastián Álvaro.
- Al filo de lo imposible, serie documental de TVE, director Sebastián Álvaro.
- Ruta Vía de la Plata, serie documental de TVE, director Pablo García.
- Lo que el siglo nos dejó, documental de TVE, director Sebastián Álvaro.
- PIEDRA DE LUZ, documental de TV, Salombaventures.
- En las orillas del cielo, documental de TV, Salombaventures.
- Pekin-Kasgach, documental de TV, Salombaventures.
- Escultures de temps, documental de TVE Cataluña.
- Proyecto Eratóstenes, (CSIC) documental, director Fernando Guerra.
- Alucine, música corporativa para el Canal Internacional de TVE.
- Arquitecturas ausentes, audiovisual para la exposición en el Museo de Arquitectura del Ministerio de Vivienda.
- Plan Barajas, música corporativa, audiovisual, inauguración de la nueva terminal del aeropuerto de Madrid-Barajas (AENA).
- Las fuentes del Paraíso, documental, director Fernando Guerra.
- Pecados y danzantes, documental, director Fernando Guerra.
- Mizar, música corporativa, audiovisual, para el Instituto Astrofísico de Canarias.
- Palabras de mujer, obra de teatro, director Francisco Abad.
- César y Cleopatra, obra de teatro, director Francisco Suárez.
- De fuera vendrá, obra de teatro, director Francisco Abad.
- El cielo de las putas, cortometraje, director Jesús Almendro.
- Sesión, cortometraje realizado durante el curso de Música y Cine, con José Nieto y Pilar Miró.

### Grabaciones en CD
- La tierra que heredamos. RTVE Música (CD+DVD) Banda sonora original de la serie de TVE. Lamento, Invocación, Canto de los Espíritus, Danza, La Tierra de los Grandes Cielos, Alcor, Sahara, Hushé, Valles de Baltistán, La Montaña Sagrada, La Tierra de Maud, Allagash, Danza del Agua, Kailas, Toubkal, Arena Roja, Selva del Yarlung, Nocturno, Vértigo, Sobre las Nubes, Lunas, Estrellas de Piedra.
- De cero a ocho mil. RTVE Música. Banda sonora original de la serie de TVE. Tierra de Fuego, Schorten, La piedra de Rongbuk, Aconcagua, Annapurna, La Danza de Iber, Gruta de Cristal, Atrapados en el Hielo, Aristas, Ícaro, Ariane, Nuevo Mundo.
- Música mágica Musicaphon Alemania. Maximilian Mangold Guit. y Mirjam Schröder Harpa. Con la obra GRAELSIA, para arpa y guitarra
- Obras de Juan Manuel Cortés. Guitare plus vol. 37 Mandala-París Harmonia mundi. Selección de obras para guitarra, dos guitarras, flauta- guitarra y clave-guitarra. Intérpretes: Alexandre Bernoud y Florence Creugny (Guit.), Pascale Chelcher (Flauta), Pierre Perdigon (Clave).
- Viva España DUO ALBA, Hatma, Canadá. Isabelle Héroux y Alain Leblanc. Obras: Lune Pourpre y L’arbre tombé
- Musiche per chitarra e pianoforte. Italia. con la obra Paysage para piano y guitarra. Antonio Pappadà (guit) y Antonino Zappulla (Piano).
- Música española para saxo y electroacústica. Ed. Comunidad de Madrid. Obra: Alas de Seda, intérprete Miguel Ángel Pastor (Saxo).